# Aniano Desierto
Aniano Desierto (Cebu City, 25 april 1935) was een Filipijnse jurist en van 1995 tot 2002 de Filipijnse Ombudsman. 
Desierto haalde een diploma Associate in Arts aan de University of San Carlos in Cebu City. Daarna vervolgde hij zijn opleiding aan de University of the Philippines waar hij een Bachelor of Arts-diploma en Bachelor-diploma Rechten behaalde. In 1958 slaagde hij voor zijn toelatingsexamen (bar exam) voor de Filipijnse balie.
Van 1961 tot 1974 werkte Desierto op commerciële advocatenkantoren in Cebu en Manilla. Vanaf 1974 werkte hij in overheidsdienst. Hij begon als Judge Advocate, waarna hij in 1988 werd benoemd als Deputy Judge Advocate General. Van 1 april 1991 tot 3 augustus 1995 diende hij als speciale aanklager bij de Filipijnse Ombudsman. Op 4 augustus werd hij benoemd als Ombudsman door toenmalig president Fidel Ramos. Aan het einde van zijn termijn in 2002 werd hij opgevolgd door Simeon Marcelo